# Viverra tangalunga
Viverra tangalunga (вівера малайська) — вид хижих ссавців з роду вівера (Viverra) родини віверових (Viverridae).

## Поширення
Діапазон поширення: Малайський півострів, Суматра і прилеглі острови,  Борнео, Сулавесі, Філіппіни. Мешкає в первинних і вторинних лісах і в оброблюваних місцевостях, що прилягають до лісу. Виявляється від рівня моря до висоти, принаймні, 1.200 м. 

## Морфологія
Морфометрія. Довжина голови й тіла: 610–670 мм, довжина хвоста: 285–355 мм, довжина задньої ступні: 94–105 мм, вага: 4–5 кг.
Опис. Верхні частини тіла сіруваті з численними чорними плями; чорна смуга вздовж серединної лінії продовжується до кінчика хвоста. Нижні частини тіла білі з чорними густими плями по горлі; лапи чорнуваті; хвіст має близько 15 чорних смуг.
Подібні види. Viverra zibetha та Viverra megaspila більші, з меншою кількістю смуг на хвості.

## Поведінка
Веде нічний і загалом наземний спосіб життя, але іноді піднімається на дерева. До раціону входять різноманітні безхребетні та дрібні хребетні, знайдені переважно в лісовій підстилці. Може відвідувати лісові табори й годуватися харчовими відходами.

## Загрози та охорона
Основною загрозою є людина, а саме полювання в тому числі з допомогою собак і пасток. Знаходяться у великому числі охоронних районів по всьому ареалу.